# Champsochromis
Champsochromis è un piccolo genere di ciclidi, endemico del Lago Malawi, nell'Africa orientale.

## Specie
Vi sono due specie attualmente riconosciute come appartenenti a questo genere:
- Champsochromis caeruleus (Boulenger, 1908)
- Champsochromis spilorhynchus (Regan, 1922)